# Bob Ross: Glückliche Unfälle, Betrug und Gier
Bob Ross: Glückliche Unfälle, Betrug und Gier ist ein US-amerikanischer Dokumentarfilm über den Fernsehmaler Bob Ross von Joshua Rofé. Der Dokumentarfilm erschien am 25. August 2021 weltweit über den Streaming-Dienst Netflix.

## Handlung
Der Film beinhaltet ein Porträt des erfolgreichen Landschaftsmalers, der durch seine Fernsehsendung The Joy of Painting und seine darin verwendete Nass-in-Nass-Technik international bekannt wurde.
Der erste Teil des Films beginnt als konventionelle Biografie. Er beginnt mit Ross’ Entlassung aus der Air Force und dem Besuch eines Malkurses beim Fernsehmaler William Alexander, der eine große Inspirationsquelle für ihn wurde, über seine Erfolge bis zum Tod seiner zweiten Frau und seinem eigenen Tod am Non-Hodgkin-Lymphom 1995.
Das Bild, das von Ross gezeichnet wird, ist ein wohlwollendes, so wie er auch in seiner Show auftrat. Gezeigt werden außerdem Fanreaktionen, die schon von einer fast kultischen Verehrung der Figur Ross berichten. So berichten zwei Fans, wie seine Malerei ihnen das Leben gerettet habe. Neben der Abarbeitung von Ross’ Lebensgeschichte berichtet auch sein Sohn Steve Ross von seinem zwiespältigen Verhältnis zu seinem Vater. Dieser hatte ihn bereits als Jugendlichen zu The Joy of Painting geholt und wollte ihn als eine Art Nachfolger aufbauen, was dieser jedoch später ablehnte. Am Rande des ersten Teils der Dokumentation wird auch über eine angebliche Affäre von Ross zu seiner Geschäftspartnerin Annette Kowalski berichtet. Annette und Walter Kowalski waren seine Geschäftspartner, die mit Bob Ross Inc. sein Fernsehgeschäft, die Workshops und sein Merchandising vermarkteten.
Steve Ross und Ross’ Halbbruder Jimmy Cox berichten anschließend in der zweiten Hälfte der Dokumentation, wie bereits kurz vor Ross’ Tod die Kowalskis begannen, sein Erbe in einen Devotionalienhandel umzuformen. Nach der Aussage von Steve Ross, der vor Gericht jedoch den Kowalskis unterlag, hätten sie auf dem Sterbebett versucht, sämtliche Rechte an dessen Namen zu bekommen. Sie brachten außerdem minderwertige Materialien unter seinem Namen auf den Markt. Zudem hätten sie Ross’ letzten Willen missachtet. Zu seiner Beerdigung sei keiner der beiden erschienen.

## Hintergrund
Melissa McCarthy und Ben Falcone, beide enthusiastische Fans von Ross, wollten zunächst eine Art Biopic über den Fernsehmaler drehen. Als sie jedoch tiefer in die Materie eindrangen, kam ihnen eher ein Dokumentarfilm in den Sinn. Als Regisseur fanden sie Joshua Rofé. Schon nach den ersten Interviewanfragen war für den Filmemacher klar, dass es einige Schwierigkeiten geben würde. So befürchteten nach Angabe des Filmemachers einige potentielle Interviewpartner eine gerichtliche Auseinandersetzung und fürchteten sich davor, in der Dokumentation aufzutreten. Mehr als ein Dutzend Personen sollen abgelehnt haben, in der Dokumentation aufzutreten.
Die Kowalskis selbst lehnten jedwede Beteiligung an dem Film ab und wehrten sich in den Medien gegen die im Film gezeigten Vorwürfe. Auch bestreitet Annette Kowalski, eine Affäre mit Ross gehabt zu haben. Sie bezeichneten den Film in einem Statement als „ungenau und stark verzerrend“.

## Veröffentlichung
Der Dokumentarfilm erschien am 25. August 2021 weltweit über den Streaming-Dienst Netflix. Vorbereitet wurde der Start mit vielsagenden Trailern, die eine angeblich düstere Seite von Ross zeigen sollen. Tatsächlich bezog sich das „dunkle Geheimnis“, dessen Enthüllung angekündigt wurde, auf die Rechtsstreitigkeiten mit den Kowalskis.

## Rezeption
David Steinitz schrieb in der Süddeutschen Zeitung:

„Die ganze Geschichte ist rechtlich ziemlich verworren und letztlich vielleicht nicht ganz so skandalös, wie der Film es streckenweise darstellt. Trotzdem ist die Dokumentation ein schönes Porträt des Malers, dessen Gesicht jeder Mensch kennt, der nachts mal nicht schlafen konnte und den Fernseher eingeschaltet hat. Und dass ausgerechnet der sanfte Bob Ross im echten Leben gerne mit seiner Corvette jede Geschwindigkeitsbegrenzung missachtet hat, ist ja auch schön zu erfahren.“

Nick Allen vergab auf RogerEbert.com drei von maximal vier Sternen. Ihm gefiel besonders, wie es Rofé gelänge, die düsteren Momente des Films mit passenden Bildern von Ross zu unterlegen. Auch berührte ihn die Art, wie Ross als warmherziger Charakter dargestellt wird sowie seine Philosophie gezeichnet wird und dabei jede kommerzielle Ausschlachtung seiner Werke in Abrede gestellt werde.